# 泉州 (古代)
泉州（せんしゅう）は、中国にかつて存在した州。唐代から元初にかけて、現在の福建省泉州市一帯に設置された。

## 概要
583年（開皇9年）、隋が南朝陳を滅ぼすと、豊州が泉州と改称され、その属郡は廃止された。隋の泉州は現在の福建省ほぼ全域に相当する領域を管轄し、州治は閩県に設置された。606年（大業2年）、泉州は閩州と改称された。607年（大業3年）に州が廃止されて郡が置かれると、閩州は建安郡と改称された。
623年（武徳6年）、唐により隋の建安郡閩県に泉州が置かれた。699年（聖暦2年）、武周により泉州の南安・莆田・竜渓の3県が分割されて、武栄州が立てられた。700年（聖暦3年）に武栄州は廃止されて泉州に戻されたが、同年（久視元年）に上記の3県で再び武栄州が立てられた。
711年（景雲2年）、閩県を州治とする泉州は閩州と改称され、南安県を州治とする武栄州が泉州と改称された。これから泉州は現在の福建省泉州市一帯に設置された。720年（開元8年）、南安県を分割して晋江県が置かれ、泉州の州治は晋江県に移された。742年（天宝元年）、泉州は清源郡と改称された。758年（乾元元年）、清源郡は泉州の称にもどされた。泉州は江南東道に属し、晋江・南安・莆田・仙游の4県を管轄した。
宋のとき、泉州は福建路に属し、晋江・南安・恵安・同安・永春・安渓・徳化の7県を管轄した。1087年（元祐2年）、北宋により泉州に市舶司が置かれている。
1278年（至元15年）、元により泉州は泉州路総管府に昇格した。泉州路は江浙等処行中書省に属し、録事司と晋江・南安・恵安・同安・永春・安渓・徳化の7県を管轄した。
1368年（洪武元年）、明により泉州路は泉州府と改められた。泉州府は福建省に属し、晋江・南安・恵安・同安・永春・安渓・徳化の7県を管轄した。
清のとき、泉州府は福建省に属し、晋江・南安・恵安・同安・安渓の5県を管轄した。
1913年、中華民国により泉州府は廃止された。